# Sabina (film)
Sabina är en spansk-svensk film från 1979 med regi och manus av José Luis Borau. I rollerna ses bland andra Carol Kane, Jon Finch och Ángela Molina.

## Om filmen
Filmen var en spansk-svensk samproduktion där den svenska H2-fonden stod för 30 % av omkostnaderna. Inspelningen ägde rum 1979 i Spanien (Málaga, Cádiz, Toledo och Madrid) med Lasse Björne som fotograf. Filmen hade spansk premiär 1979  och hade svensk premiär 1981. Molina fick för sin rollprestation motta pris för "bästa skådespelerska" vid en filmfestival i New Delhi i Indien 1981.

## Handling
Filmen utspelar sig i den spanska byn Jarros. Enligt en sägen ska jättekvinnan la Sabina bo i en grotta i närheten av byn och flera bybor fascineras av berättelsen. Michael och Philip ger sig in i grottan och kommer aldrig tillbaka.

## Rollista
- Carol Kane – Daisy
- Jon Finch	– Michael
- Ángela Molina – Pepa
- Harriet Andersson	– Monica
- Simon Ward – Philip
- Ovidi Montllor – Manolín
- Francisco Sanchez – Antonio
- Fernando Sánchez-Polak – Félix
- Luis Escobar – markisen
- Mary Carrillo – markisinnan

### Fotnoter
1. 1 2 3  ”Sabina”. Svensk Filmdatabas. http://sfi.se/sv/svensk-filmdatabas/Item/?itemid=5590&type=MOVIE&iv=Basic&ref=/templates/SwedishFilmSearchResult.aspx?id%3d1225%26epslanguage%3dsv%26searchword%3dsabina%26type%3dMovieTitle%26match%3dBegin%26page%3d1%26prom%3dFalse. Läst 8 maj 2013.